# 符文之地传奇
《符文大地傳說》（簡稱LoR）是由拳头游戏開發的電子交換卡片遊戲，定於2020年在Microsoft Windows、Android和iOS平台發行。LoR与拳头游戏的另一款游戏《英雄联盟》处于同一世界观下，亦对《英雄联盟》世界观进行了极大的拓展与丰富。

## 遊戲發展
- 2019年10月15日，即《英雄聯盟》十周年慶祝活動之際，LoR開始第一次封閉測試[3][4]。
- 2020年5月1日，正式上线公測。
- 2021年11月10日，遊戲發布全新PvE模式「英雄之路」。
- 2024年1月23日，隨著拳頭遊戲大規模裁員，LoR運營組將會開始縮編規模，只保留可永續經營的必要人力[5]。
- 2024年2月2日，遊戲官方宣布將會停止更新PvP模式，並將會專注於PvE模式[6]。

## 遊戲規則
《符文大地傳說》是一款供雙人對戰的集換式卡牌遊戲，玩家在遊戲開始前需組合構築一套40張的牌組與另一名玩家進行雙人對戰。每名玩家有一座20點生命值的主堡，當一方的主堡生命值降為0及以下時另一方勝利。遊戲場地由手牌區域、備戰區域、戰場區域組成。
開始遊戲後，雙方抽出各自牌組中的隨機四張卡牌，其中每張卡牌有一次更換的機會，這些卡牌會進入玩家的手牌區域。進入遊戲的第一回合，會隨機選擇一方優先行動並獲得攻擊資格，另一方可進行阻擋，之後的每一回合雙方交替獲得優先行動和攻擊的資格。每回合開始時每名玩家會獲得一張卡牌和一個魔力水晶，手牌上限為10張，魔力水晶上限為10個，其中魔力水晶是使用卡牌所必需的消耗品，未使用完的魔力水晶可儲存在魔法水晶槽中，但上限為3個且僅能用於使用法術卡牌。
從手牌區域打出卡牌到備戰區域、將卡牌從備戰區域移動至戰場區域進行攻擊或阻擋、使用慢速法術式卡牌均記為一次行動，雙方均無法進行行動或主動放棄行動可進入下一回合。
牌局的結束方式有：
- （勝利）對方的主堡生命值降為0及以下
- （勝利）對方牌組中的40張牌均已被抽完
- （勝利）完成己方特定卡牌的任務可無條件即刻獲勝(指“菲歐拉”、“星泉”、“班德爾神木”三張卡牌的效果。)[c]
- （平局）進行至第40回合雙方均未達成上述條件
- （平局）雙方同時達成獲勝條件

## 卡牌種類
遊戲中的所有卡牌可分為以下幾種：
- 單位：可用於攻擊的卡牌，有攻擊力、生命值兩個特有屬性。
  - 英雄：絕大多數取材於《英雄聯盟》中的英雄，可進行升級變得更加強力。當英雄牌打出至備戰區時，手牌中的英雄牌會變化至對應的英雄法術牌。
  - 隨從：無法升級。
- 法術
  - 疾速法術：在你的行動階段時隨時可以使用，不佔用行動次數，對方無法反制。
  - 快速法術：在你的行動階段時隨時可以使用，不佔用行動次數，可以被對方反制。
  - 慢速法術：無法在戰鬥環節使用，記作一次行動，可以被對方反制。
  - 專注法術：無法在戰鬥環節使用，不佔用行動次數，對方無法反制。
  - 技能：不可收集卡牌，隨單位牌的釋放而釋放，可以被對方反制。
- 地標：如單位牌一樣可以被打出到備戰區域，但沒有生攻擊力和生命值，也無法攻擊、阻擋或打擊[d]。
- 陷阱/祝福：可隨機附著在對方/我方牌組中的某一張牌，當對方/我方抽到該牌時觸發卡牌效果。
- 武器：帶有屬性值的類法術牌，可裝備到一個單位上，該單位獲取該武器牌的增益屬性。

## 外部連結
- 官方网站